# Erigorgus pilosellus
Erigorgus pilosellus är en stekelart som först beskrevs av Cameron 1906.  Erigorgus pilosellus ingår i släktet Erigorgus och familjen brokparasitsteklar. Inga underarter finns listade i Catalogue of Life.